# Mélagues
Mélagues település Franciaországban, Aveyron megyében. Lakosainak száma 56 fő (2022. január 1.). Mélagues Arnac-sur-Dourdou, Brusque, Tauriac-de-Camarès, Avène, Castanet-le-Haut, Graissessac, Saint-Geniès-de-Varensal és Saint-Gervais-sur-Mare községekkel határos.

## Népesség
A település népessége az elmúlt években az alábbi módon változott:
| Lakosok száma | 107  | 94   | 102  | 71   | 63   | 60   | 60   | 60   | 62   | 56   |
|               | 1968 | 1982 | 1999 | 2006 | 2011 | 2015 | 2017 | 2018 | 2020 | 2022 |